# James Thompson (zawodnik MMA)
James Thompson (ur. 16 grudnia 1978 w Rochdale) – angielski zawodnik MMA wagi ciężkiej. Walczył m.in. w Cage Rage, PRIDE FC, EliteXC, DREAM i KSW. Aktualnie związany z Bellator MMA.

## Kariera MMA
Karierę w MMA rozpoczął wygranym pojedynkiem z Walijczykiem Willem Elworthy 25 stycznia 2003 roku.
W 2004 roku wygrał pojedynek o pas wagi ciężkiej organizacji Ultimate Combat z Danem Severnem.
W swoim debiucie w PRIDE FC przegrał z Aleksandrem Jemieljanienko, walka trwała 11 sekund. W PRIDE stoczył jeszcze sześć walk, zwyciężając pięć razy (m.in. z Alexandru Lungu, Hidehiko Yoshidą i Donem Frye'em) oraz przegrywając jeden pojedynek z Kazuyukim Fujitą.
16 lutego 2008 roku na gali EliteXC: Street Certified został znokautowany w pierwszej rundzie przez Bretta Rogersa.
31 maja 2008 roku na gali EliteXC: Primetime stoczył walkę z Kimbo Slice'em, która pobiła ówczesny telewizyjny rekord oglądalności MMA w USA. W trzeciej rundzie pojedynku wskutek otrzymanych uderzeń lewe ucho Anglika nabrzmiało krwią i rozerwało się. Wkrótce potem, po kolejnych ciosach Slice'a, sędzia przerwał walkę.

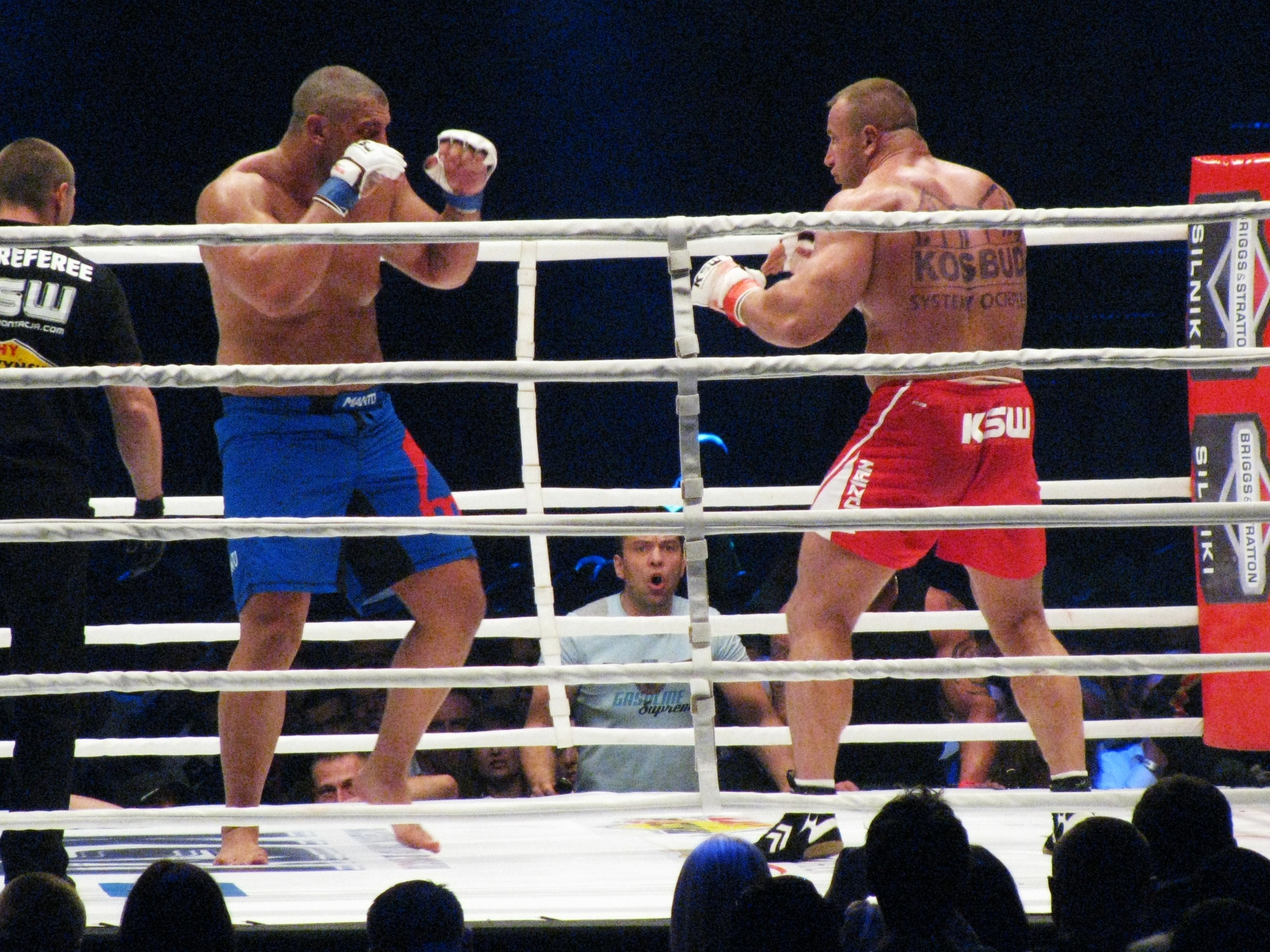
Thompson (z lewej) kontra Mariusz Pudzianowski, 21 maja 2011

W 2009 oraz 2010 roku stoczył dwa pojedynki dla japońskiej organizacji DREAM, oba przegrane najpierw z byłym mistrzem Strikeforce i DREAM Alistairem Overeemem przez duszenie gilotynowe oraz po bardzo wyrównanej walce z Yusuke Kawaguchim przez niejednogłośną decyzję sędziowską.
7 kwietnia 2011 roku Thompson podpisał kontrakt z polską organizacją MMA - KSW na walkę z Mariuszem Pudzianowskim. 21 maja 2011 roku, na KSW XVI Anglik poddał Polaka w drugiej rundzie duszeniem trójkątnym rękoma. 26 listopada 2011 roku, na KSW XVII: Zemsta w wyniku pomyłki jednego z sędziów punktowych, doszło do błędnego ogłoszenia wygranej Polaka, później walka została uznana za no contest.
11 marca 2012 roku pokonał Amerykanina Boba Sappa na gali Super Fight League 1 w Bombaju, a 6 maja na Super Fight League 3 w Nowym Delhi wygrał na punkty z amerykańskim zapaśnikiem Boobbym Lashleyem.
W 2014 roku podpisał kontrakt z drugą organizacją na świecie Bellator MMA. W debiucie dla niej zmierzył się z byłym pretendentem do pasa mistrzowskiego Erickiem Prindle którego szybko pokonał przez ciosy w parterze w 1. rundzie.

## Lista walk w MMA
| Wynik     | Bilans    | Przeciwnik               | Rozstrzygnięcie                      | Runda | Czas | Rozgrywki                                   | Data       | Miejsce       |
| --------- | --------- | ------------------------ | ------------------------------------ | ----- | ---- | ------------------------------------------- | ---------- | ------------- |
| Przegrana | 20-17 (1) | Phil De Fries            | Poddanie (duszenie gilotynowe)       | 1     | 1:33 | Bellator 191                                | 15.12.2017 | Newcastle     |
| Przegrana | 20-16 (1) | Tsuyoshi Kōsaka          | TKO (ciosy pięściami)                | 2     | 1:58 | RIZIN Fighting World Grand Prix 2015: Day 1 | 29.12.2015 | Saitama       |
| Przegrana | 20-15 (1) | Bobby Lashley            | TKO (ciosy pięściami)                | 1     | 0:54 | Bellator 145                                | 06.11.2015 | Saint Louis   |
| Wygrana   | 20-14 (1) | Eric Prindle             | TKO (ciosy pięściami)                | 1     | 1:55 | Bellator 121                                | 06.06.2014 | Thackerville  |
| Wygrana   | 19-14 (1) | Colin Robinson           | Poddanie (duszenie trójkątne rękoma) | 2     | 2:47 | Underdog Xtreme Championships 2             | 01.03.2014 | Belfast       |
| Wygrana   | 18-14 (1) | Bobby Lashley            | Decyzja (jednogłośna)                | 3     | 5:00 | Super Fight League 3                        | 06.05.2012 | Nowe Delhi    |
| Wygrana   | 17-14 (1) | Bob Sapp                 | Poddanie (kontuzja nogi)             | 1     | 1:52 | Super Fight League 1                        | 11.03.2012 | Bobmaj        |
| Nieodbyta | 16-14 (1) | Mariusz Pudzianowski     | No contest (pomyłka sędziego)        | 2     | 5:00 | KSW 17: Zemsta                              | 26.11.2011 | Łódź          |
| Wygrana   | 16-14     | Mariusz Pudzianowski     | Poddanie (duszenie trójkątne rękoma) | 2     | 1:06 | KSW 16                                      | 21.05.2011 | Gdańsk        |
| Przegrana | 15-14     | Yūsuke Kawaguchi         | Decyzja (niejednogłośna)             | 2     | 5:00 | DREAM.16                                    | 25.09.2010 | Nagoja        |
| Przegrana | 15-13     | Miodrag Petković         | KO (cios pięścią)                    | 1     | 1:01 | Milenium Fight Challenge 4                  | 04.06.2010 | Split         |
| Przegrana | 15-12     | Rob Broughton            | KO (cios pięścią)                    | 2     | 2:28 | ZT Fight Night: Heavyweights Collide        | 30.01.2010 | Hove          |
| Wygrana   | 15-11     | Tengiz Tedoradze         | TKO (ciosy pięściami)                | 2     | 2:55 | ZT Fight Night: Heavyweights Collide        | 30.01.2010 | Hove          |
| Przegrana | 14-11     | Alistair Overeem         | Poddanie (duszenie gilotynowe)       | 1     | 0:33 | DREAM.12                                    | 25.10.2009 | Osaka         |
| Przegrana | 14-10     | Jim York                 | KO (cios pięścią)                    | 1     | 4:33 | World Victory Road Presents: Sengoku 7      | 20.03.2009 | Tokio         |
| Przegrana | 14-9      | Kimbo Slice              | TKO (ciosy pięściami)                | 3     | 0:38 | EliteXC: Primetime                          | 31.05.2008 | Newark        |
| Przegrana | 14-8      | Brett Rogers             | KO (ciosy pięściami)                 | 1     | 2:24 | EliteXC: Street Certified                   | 16.02.2008 | Miami         |
| Przegrana | 14-7      | Neil Grove               | KO (cios pięścią)                    | 1     | 0:10 | Cage Rage 22                                | 14.07.2007 | Londyn        |
| Wygrana   | 14-6      | Don Frye                 | TKO (ciosy pięściami)                | 1     | 6:23 | PRIDE 34                                    | 08.04.2007 | Saitama       |
| Przegrana | 13-6      | Eric Esch                | KO (ciosy pięściami)                 | 1     | 0:43 | Cage Rage 20                                | 10.02.2007 | Londyn        |
| Wygrana   | 13-5      | Hidehiko Yoshida         | TKO (ciosy pięściami)                | 1     | 7:50 | PRIDE Shockwave 2006                        | 31.12.2006 | Saitama       |
| Przegrana | 12-5      | Jon Olav Einemo          | Poddanie (dźwignia na łokieć)        | 1     | 4:18 | 2H2H: Pride & Honor                         | 12.11.2006 | Rotterdam     |
| Przegrana | 12-4      | Rob Broughton            | TKO (ciosy pięściami)                | 3     | ?    | Cage Rage 17                                | 01.07.2006 | Londyn        |
| Przegrana | 12-3      | Kazuyuki Fujita          | KO (cios pięścią)                    | 1     | 8:25 | PRIDE - Total Elimination Absolute          | 05.05.2006 | Osaka         |
| Wygrana   | 12-2      | Giant Silva              | TKO (ciosy pięściami)                | 1     | 1:28 | PRIDE Shockwave 2005                        | 31.12.2005 | Saitama       |
| Wygrana   | 11-2      | Alexandru Lungu          | TKO (ciosy pięściami)                | 1     | 2:13 | PRIDE 30                                    | 23.10.2005 | Saitama       |
| Wygrana   | 10-2      | Andy Costello            | TKO (ciosy pięściami)                | 1     | 2:33 | Cage Rage 13                                | 10.09.2005 | Londyn        |
| Wygrana   | 9-2       | Autimio Antonia          | KO (ciosy pięściami)                 | 1     | 0:54 | Urban Destruction 2                         | 30.07.2005 | Bristol       |
| Wygrana   | 8-2       | Henry Miller             | KO (cios pięścią)                    | 1     | 1:21 | PRIDE Bushido 8                             | 17.07.2005 | Nagoja        |
| Wygrana   | 7-2       | Nikolajus Ciklinas       | TKO (ciosy pięściami)                | 1     | 2:41 | Urban Destruction 1                         | 10.04.2005 | Bristol       |
| Przegrana | 6-2       | Aleksandr Jemieljanienko | KO (cios pięścią)                    | 1     | 0:11 | PRIDE 28                                    | 31.10.2004 | Saitama       |
| Wygrana   | 6-1       | Dan Severn               | Decyzja (jednogłośna)                | 5     | 5:00 | UC 11: Wrath of the Beast                   | 12.09.2004 | Bristol       |
| Przegrana | 5-1       | Tengiz Tedoradze         | TKO                                  | 2     | 5:00 | UC 10: Ultimate Combat X                    | 20.06.2004 | Kidderminster |
| Wygrana   | 5-0       | Aaron Marsa              | Poddanie                             | 1     | 0:20 | UC 9: Rebelion                              | 28.03.2004 | Bristol       |
| Wygrana   | 4-0       | Marc Goddard             | KO                                   | 1     | 0:18 | UC 8: Retribution                           | 30.11.2003 | Chippenham    |
| Wygrana   | 3-0       | Richie Cranny            | Poddanie (duszenie trójkątne rękoma) | 1     | 1:34 | UC 7: World Domination                      | 06.09.2003 | Chippenham    |
| Wygrana   | 2-0       | Marc Goddard             | Poddanie                             | 2     | 0:47 | UC 6: Battle in the Cage                    | 14.06.2003 | Chippenham    |
| Wygrana   | 1-0       | Will Elworthy            | Poddanie (duszenie przedramieniem)   | 1     | 4:22 | G&P 2: Ground & Pound 2                     | 25.01.2003 | Bristol       |